# Rudy Rogiers
Rudy Rogiers (ur. 17 lutego 1961 w Wetteren) – belgijski kolarz szosowy, srebrny medalista mistrzostw świata.

## Kariera
Największy sukces w karierze Francis Vermaelen osiągnął w 1981 roku, kiedy zdobył srebrny medal w wyścigu ze startu wspólnego amatorów podczas mistrzostw świata w Pradze. W zawodach tych wyprzedził go jedynie Andriej Wiediernikow z ZSRR, a trzecie miejsce zajął Szwajcar Gilbert Glaus. Był to jednak jedyny medal wywalczony przez Rogiersa na międzynarodowej imprezie tej rangi. Ponadto w 1982 roku wygrał wyścigi Dookoła Belgii i Paryż-Roubaix w kategorii amatorów. Czterokrotnie startował w Tour de France, najlepszy wynik osiągając w 1983 roku, kiedy zajął 67. miejsce w klasyfikacji generalnej. Próbował także swych sił w Giro d'Italia i Vuelta a España, jednakże nigdy nie znalazł się w pierwszej setce klasyfikacji generalnej. Nigdy nie wziął udziału w igrzyskach olimpijskich.